# Schronisko pod Rozsutcem (nieistniejące)

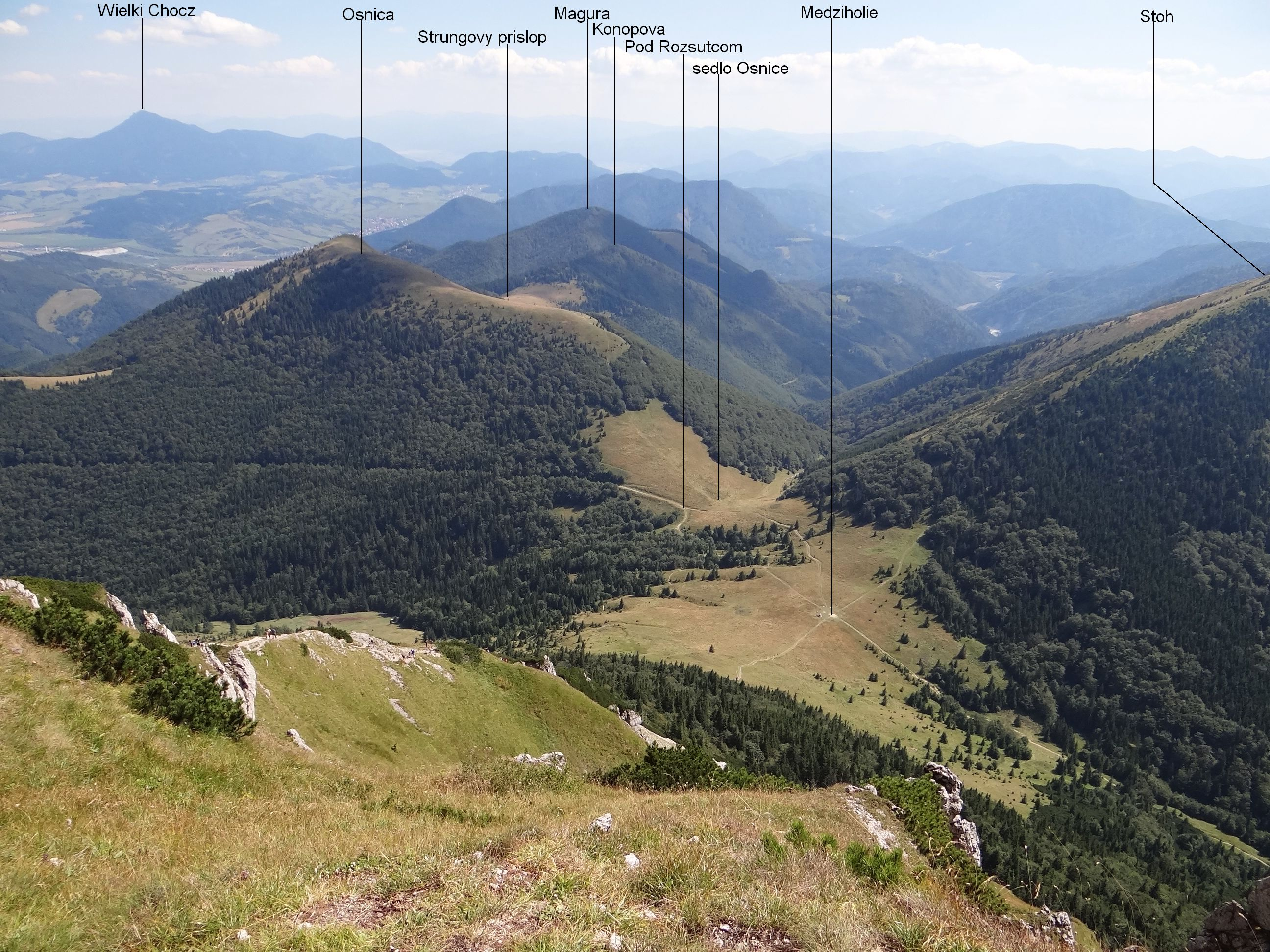
Widok z Wielkiego Rozsutca

Schronisko pod Rozsutcem (słow. Chata pod Rozsutcom) – nieistniejące już schronisko turystyczne w miejscu zwanym Pod Rozsutcom w tzw. Krywańskiej części Małej Fatry na Słowacji.
W 1932 r. tuż pod siodłem przełęczy Medziholie, po jego wschodniej stronie, stanęło pierwsze prywatne schronisko Jozefa Weidera, które spalili hitlerowcy po upadku słowackiego powstania narodowego z końcem 1944 r. Odbudowała je w 1946 r. Jarmila Uhrová. Nowe schronisko, większe od poprzedniego (86 miejsc noclegowych), zostało wkrótce przejęte przez KSTL. Służyło turystom blisko 40 lat: spłonęło 17 stycznia 1985 r. w wyniku awarii agregatu spalinowego napędzającego przyschroniskowy wyciąg narciarski. Na skutek sprzeciwu środowisk ochroniarskich (w tym czasie było już planowane powołanie parku narodowego w Małej Fatrze) nie zostało odbudowane. Ślad jego fundamentów jest do dziś widoczny w terenie.